# 샘 뱅크먼프리드
새뮤얼 벤저민 뱅크먼프리드(영어: Samuel Benjamin Bankman-Fried, 1992년 3월 6일~)는 미국의 사기범죄자이며, 전직 암호화폐 기업인으로, 2022년 파산한 암호화폐 거래소 FTX와 자기자본 거래회사인 알라메다 리서치의 창립자 겸 CEO였다. 매사추세츠 공과대학교를 졸업한 후 FTX를 설립하며 약 260억 달러의 순 자산을 벌어들인 것으로 알려져 있다. 파산하기 전 2021년에 포브스가 발표한 미국 400대 부자 순위에서 최연소이자 유일한 20대로서 32위의 순위에 올랐으나, 파산으로 재산의 대부분 가치는 0으로 떨어졌다.
2022년 12월 12일, 뱅크맨프리드는 바하마에서 체포되었고 이후 미국으로 송환되었다. 12월 13일 미국 연방 뉴욕남부지방검찰청에 의해 전신 사기, 상품 사기, 증권 사기, 자금 세탁, 선거 자금법 위반 등 8개의 범죄 혐의로 기소되었다. 2023년 2월에 4개의 추가 혐의가 발표되었다. 12월 22일, 뱅크먼-프라이드는 캘리포니아에 있는 부모님 집에 거주하는 조건으로 2억 5천만 달러의 보석금을 내고 석방되었다. 2023년 8월 11일, 증인 조작 시도 혐의로 보석이 취소되어 다시 구금되었다. 2023년 10월 3일에 첫 재판이 시작되었고, 2024년 3월에 두 번째 재판이 예정되었다.
2023년 11월 2일, 사기를 포함한 7개 혐의에 대해 유죄 판결을 받았다.